# Lucas-reagens
Het Lucas-reagens bestaat uit een verzadigde oplossing van watervrij zinkchloride in geconcentreerd zoutzuur.
Zinkchloride is een lewiszuur en het mengsel is daarmee een sterk zuur. Het is in staat om de -OH-groep van een alcohol af te splitsen en te vervangen door een chloride -Cl-groep. Bij tertiaire alcoholen is deze reactie bijzonder snel en scheidt in een paar seconden het chloride zich af van het mengsel. Bij secundaire alcoholen wordt de oplossing ook troebel maar dit neemt wat tijd. Bij primaire alcoholen blijft het mengsel helder. Door visuele waarneming is het mogelijk om op deze manier een onderscheid te maken tussen primaire, secundaire en tertiaire alcoholen.
Het toepassen van dit reagens als een kwalitatieve analyse van alcoholen wordt wel de Lucas test genoemd.